# Świecki Ruch Misyjny „Epifania”
Świecki Ruch Misyjny „Epifania” – działająca w Polsce część międzynarodowego ruchu religijnego o nazwie Laymen’s Home Missionary Movement (dosł. Domowy Ruch Misjonarski Osób Świeckich) założonego przez Paula S.L. Johnsona (1873–1950). Nurt ten wywodzi się z milleryzmu, powstał w Stanach Zjednoczonych w 1920 roku, po podziałach w ruchu Badaczy Pisma Świętego, jakie nastąpiły po śmierci Charlesa T. Russella (1852–1916). Zrzesza zbory w kilkunastu krajach świata. W Polsce ruch działa od roku 1927. W 2016 roku, przed odłączeniem się grupy niezależnych zborów, Świecki Ruch Misyjny „Epifania” liczył w Polsce 1338 członków, w tym 302 usługujących, skupionych w 64 zborach. W 2024 posiadał 1410 wiernych, w tym 285 usługujących, należących do 63 zborów.
Od 2005 roku ruch posługuje się nazwą „Bible Standard Ministries” (pol. Służba Sztandaru Biblijnego) głównie w swoich pismach wewnętrznych, w celach promocji swoich publikacji oraz w trakcie prowadzonej działalności.
Po kolejnych podziałach jakie nastąpiły w ruchu LHMM od śmierci w 2004 roku czwartego Opiekuna Wykonawczego Bernarda W. Hedmana, i odrzucaniu przez zbory w następnych krajach potrzeby ustanawiania dalszych Opiekunów, LHMM stopniowo w ciągu kilkunastu lat podzielił się na wiele niewielkich niezależnych wspólnot epifanicznych. Jednocześnie część członków ruchu w dalszym ciągu uznaje pozycję Opiekuna Wykonawczego, który ma kwaterę w Epifanicznym Domu Biblijnym w Chester Springs.

## Historia ruchu

### Okoliczności powstania LHMM
Po śmierci C.T. Russella, która nastąpiła 31 października 1916 roku, na dorocznym walnym zgromadzeniu akcjonariusze Towarzystwa Strażnica 6 stycznia 1917 roku powołali Josepha F. Rutherforda na stanowisko drugiego prezesa, by przewodził działalności Badaczy Pisma Świętego. Po kilku miesiącach odwołany z Wielkiej Brytanii pielgrzym Paul S.L. Johnson oraz czterech członków zarządu zaczęło podważać pozycję prezesa. Jednak 5 stycznia 1918 roku na kolejnym walnym zebraniu odbyły się wybory zarządu Towarzystwa Strażnica, na których potwierdzono zwierzchnictwo J.F. Rutherforda nad Towarzystwem. Jednocześnie nikt z jego siedmiu oponentów znajdujących się na liście szesnastu kandydatów nie został wybrany przez członków Towarzystwa do siedmioosobowego zarządu.  Po przegranych wyborach w trakcie przerwy, grupa około 32 niezadowolonych działaczy grupy rozłamowej opuściła walne zebranie statutowe i spotkała się na nieformalnym zebraniu w jednym z salonów hotelu Fort Pitt w Pittsburghu. Spotkanie to przeciągnęło się również na dzień następny.
Opozycjoniści 6 stycznia 1918 roku wyłonili spośród siebie siedmioosobowy komitet, w którym znaleźli się m.in. Paul S.L. Johnson, Raymond Grant Jolly i Robert H. Hirsh. Komitet ten postanowił utworzyć korporację później nazwaną Pastoralny Instytut Biblijny („Pastoral Bible Institute”). Ponieważ jednak w następnych miesiącach doszło do licznych sporów na tle organizacyjnym, podczas pierwszej konwencji zorganizowanej w dniach od 26 do 29 lipca 1918 w Asbury Park (New Jersey) usunięto z komitetu założycielskiego P.S.L. Johnsona, R.G. Jolly’ego i R.H. Hirsha. 5 sierpnia 1918 roku nastąpił ostateczny podział pierwszej grupy. Przywództwo w powstającej korporacji PBI przejął Francis H. McGee co doprowadziło do powstania zborów Wolnych Badaczy Pisma Świętego, a 12 sierpnia 1918 Johnson, Jolly i Hirsh postanowili działać wspólnie. Jednak już w 1920 roku w grupie Johnsona nastąpił podział i R.H. Hirsh, a wraz z nim B.M. Kittinger, odstąpili od P.S.L. Johnsona. 

### Powstanie ruchu LHMM
W dniu 5 lipca 1919 roku, w Filadelfii gdzie zawiązał się główny ośrodek ruchu, Paul S.L. Johnson został wybrany i zaakceptowany jako Generalny Pastor, Nauczyciel i Opiekun Wykonawczy, co oznaczało jednoosobowy urząd opiekuna oraz jedynego przewodnika i autorytetu duchowego LHMM, sprawowany przez niego do śmierci w roku 1950. Urząd dyrektora wykonawczego dawał P.S.L. Johnsonowi jednoosobowy dozór oraz zarządzanie funduszami, interesami i sprawami ruchu. Początkowo Johnson i Jolly nie zamierzali posługiwać się jakąkolwiek korporacją, nie przyjęli też nowej nazwy. Stopniowo jednak podziały w ruchu Badaczy Pisma Świętego stawały się coraz wyraźniejsze. Wskutek tego P.S.L. Johnson z konieczności założył stowarzyszenie o zasięgu międzynarodowym pod nazwą „Laymen’s Home Missionary Movement” (Świecko Domowy Ruch Misjonarski). Oficjalnie ruch został założony 18 lipca 1920 roku podczas zgromadzenia w Metropolitan Opera House w Filadelfii, gdzie P.S.L. Johnson po raz pierwszy wygłosił przemówienie pod szyldem LHMM. Johnson traktował LHMM jako „ruch lub ochotniczą działalność”. Jego nazwa została zaczerpnięta ze stopki redakcyjnej większości wydań serii traktatów „The Bible Students Monthly” (Miesięcznik Badaczy Pisma Świętego) redagowanej i wydawanej przez Charlesa W. Heka. LHMM nie ma swojego statutu, nie został też zarejestrowany w amerykańskim sądzie. W świetle prawa Stanów Zjednoczonych jest uważany za podmiot zdolny do działań prawnych na podstawie dobrej woli wspierających go członków. Pierwsza siedziba ruchu nazwana Epifanicznym Domem Biblijnym mieściła się w Filadelfii, w stanie Pensylwania. W styczniu 1920 roku P.S.L. Johnson zaczął wydawać miesięcznik „Present Truth and Herald of Christ’s Epiphany” („Teraźniejsza Prawda i Zwiastun Chrystusowej Epifanii”) przeznaczony dla osób z ruchu, a w lipcu 1920 roku dwumiesięcznik „The Herald of the Epiphany” (obecnie Sztandar Biblijny) dla osób postronnych.
W roku 1926 LHMM (fr. Mouvement Missionnaire Intérieur Laïque, MMIL) pojawił się we Francji za sprawą niewielkiej niezależnej grupy badackiej «l'Association des Étudiants de la Bible de Denain», której część członków przyjęła nauczanie P.S.L. Johnsona. Od stycznia 1926 czasopismo „Teraźniejsza Prawda” (fr. «La Vérité Présente») zaczęło się ukazywać we Francji tłumaczone w głównej mierze przez Josepha Lefèvre'a (1883–1964). Rok później ruch rozpoczął działalność w Polsce.
W latach 1938–1950 Paul S.L. Johnson pracował nad serią książek nazwaną „Epifanicznymi Wykładami Pisma Świętego” (ang. Epiphany Studies in the Scriptures). Johnson mówił o 20 tomach z tej serii. Sam wydał 15 tomów, a 2 kolejne wydał jego następca Raymond G. Jolly. Do tej pory nie wyjawiono: ile powstało tomów epifanicznych, co się dzieje z niewydanymi, kto i kiedy przekaże je do publikacji. Zostały one częściowo przetłumaczone na dwa języki: francuski i polski. Z inicjatywy francuskiego przedstawiciela Marcela Carona na język francuski przetłumaczono 10 tomów epifanicznych (trzy przed jego śmiercią). Na język polski w latach 2001–2013 przetłumaczono 10 tomów – tłumaczem był ówczesny ewangelista ruchu Adam Urban.
Wszystkich swoich oponentów w ruchu badackim Johnson określał jako „przesiewaczy”, zarówno tych należących do innych grup religijnych odwołujących się do C.T. Russella, jak również należących do LHMM. W 1935 roku, polski przedstawiciel Czesław Kasprzykowski pociągnął za sobą część członków kilku epifanicznych zborów oraz kilku czołowych działaczy ŚRME i założył Stowarzyszenie Badaczy Pisma Świętego. W tym samym roku ruch założony przez Johnsona opuścił W.S. Stevens z Atlanty, równocześnie rozsyłając list, w którym twierdził, że Johnson był dyktatorem. W roku 1948 Johnsona opuścił S.A. Cater z Vancouver – po wybuchach gniewu i szyderstwach Johnsona na konwencji w Chicago kierowanych wobec polskich członków zboru sprzeciwiających się jego działaniom. Wkrótce potem odszedł Thomas T. Ryde z Los Angeles, a w roku 1951 LHMM opuścił Cyril Shuttleworth, brytyjski jego przedstawiciel. Ruch Johnsona opuścił też jego osobisty sekretarz w latach 1928–1948, Kazimierz Zieliński wraz z żoną, którym Johnson zabraniał opuszczania Epifanicznego Domu Biblijnego nawet na wieczorne spacery. Wszystkie te osoby Johnson ostro potępiał i jako „przesiewaczom” odbierał im możliwość zbawienia.

### Sytuacja po śmierci P.S.L. Johnsona
Po śmierci Johnsona w stowarzyszeniu doszło do podziału na kilka niezależnych grup. Część jego wcześniejszych zwolenników odrzuciła jego specjalne zarządzenia regulujące sprawy urządzania konwencji i zebrań członków ruchu. W 1955 roku jeden z pielgrzymów ruchu John W. Krewson (zm. 1977) założył „Laodicean Home Missionary Movement”. Krewson publikował czasopismo „The Present Truth of the Apocalypsis” oraz wydał trzytomową serię książek Apocalypsis Studies in the Scriptures. Grupa działała do lat 90. W roku 1956 John J. Hoefle (1895–1984), specjalny pomocnik Johnsona, założył istniejącą do dziś grupę „Epiphany Bible Students Association”, która wydaje czasopismo pod tą samą nazwą (wychodzi od sierpnia 1955 roku). Jego następcą został Leonard E. Williams. W największej części ruchu, która po śmierci Johnsona zachowała starą nazwę, zgodnie z życzeniem Paula S.L. Johnsona jego następcą w latach 1950–1979 został Raymond G. Jolly.
W latach 1961–1962 doszło do podziału LHMM na Trynidadzie po tym jak R.G. Jolly zawiesił L.F. Roacha (ochrz. 1914), przedstawiciela LHMM na Trynidadzie, w wyniku różnic dotyczących określenia właściwej daty obchodzenia Pamiątki i odrzuceniu przez Roacha wykładni doktrynalnych wprowadzonych przez Jolly’ego. 15 października 1967 roku Jolly przeniósł Epifaniczny Dom Biblijny na przedmieścia Chester Springs. Po jego śmierci funkcję Opiekuna Wykonawczego pełnili: August Gohlke (1979–1985), Bernard W. Hedman (1986–2004), Ralph M. Herzig (2004–2014) i Leon J. Snyder (od 2014).
Od końca 1999 roku LHMM posługuje się serwisem internetowym Bible Standard Ministries. Od 2005 roku ruch posługuje się nazwą „Bible Standard Ministries” (pol. Służba Sztandaru Biblijnego) głównie w swoich pismach wewnętrznych, w celach promocji swoich publikacji oraz w trakcie prowadzonej działalności. Nazwę tę przyjęto uznając, że działalność misyjna w środowiskach m.in. żydowskich jest źle odbierana.

### Podziały w ruchu od śmierci Bernarda W. Hedmana
W roku 2006, wkrótce po śmierci Bernarda W. Hedmana, doszło do kolejnego podziału w ruchu. Część członków ruchu zarzuciła nowemu opiekunowi Ralphowi M. Herzigowi odstąpienie od zasad LHMM i przemianę ruchu oraz wprowadzenie klerykalizmu i sekciarstwo, w wyniku czego zaczęli działać niezależnie. Grupa ta określa siebie jako Parousia and Epiphany Bible Students. Od listopada 2012 roku R.M. Herzig nie był w stanie wykonywać swoich obowiązków i do swojej śmierci w kwietniu 2016 powierzył je Leonowi J. Snyderowi. Wybór L.J. Snydera w roku 2016 i wprowadzane przez niego zmiany w doktrynie o usprawiedliwieniu spowodowały kolejną falę niezadowolenia części członków ruchu epifanicznego i kolejny podział, który wyraźnie zaznaczył się w Polsce. Grupa ta uznaje, że od śmierci Bernarda W. Hedmana ruch epifaniczny nie potrzebuje już przywódcy.
W październiku 2018 roku brytyjski przedstawiciel LHMM Segis Dooley (zamianowany w styczniu 2013) po ponad dwuletnich wahaniach odrzucił rolę Leona Snydera jako Opiekuna Wykonawczego i zrezygnował ze stanowiska przedstawiciela LHMM na Wielką Brytanię. Pociągnął za sobą cześć członków ruchu doprowadzając do podziału w LHMM w Wielkiej Brytanii.
W rezultacie podziałów jakie nastąpiły w ruchu LHMM od śmierci czwartego Opiekuna Wykonawczego Bernarda W. Hedmana, i odrzucaniu przez zbory w kolejnych krajach potrzeby ustanawiania dalszych Opiekunów, LHMM stopniowo w latach 2006–2018 podzielił się na wiele niewielkich niezależnych wspólnot epifanicznych. Część członków ruchu w dalszym ciągu uznaje pozycję Opiekuna Wykonawczego, który ma kwaterę w Epifanicznym Domu Biblijnym w Chester Springs.

### Zasięg geograficzny
– powyżej 1000 członków
      – od kilkunastu do kilkuset członków

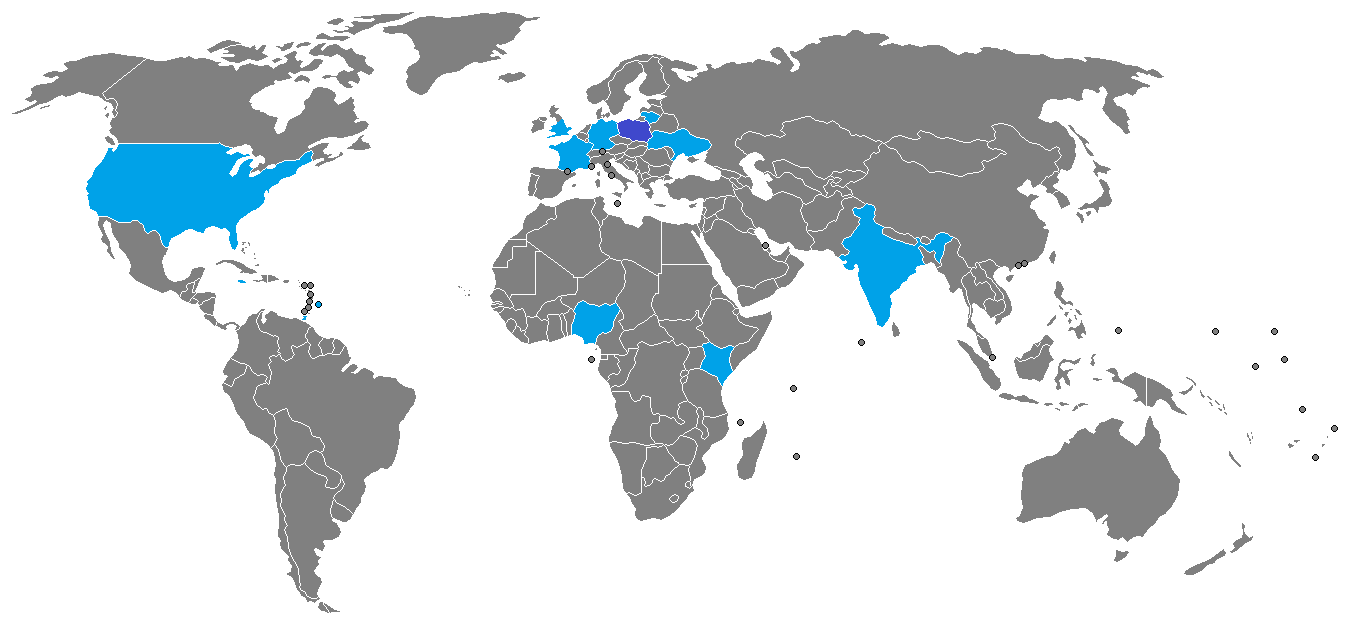
Kraje w których istnieją zbory LHMM
– powyżej 1000 członków
– od kilkunastu do kilkuset członków

W 2019 roku LHMM zaplanował swoje konwencje w Stanach Zjednoczonych (4), w Wielkiej Brytanii (1), we Francji (2), w Niemczech (2), w Indiach (2), na Jamajce (1), na Barbadosie (1), w Trynidadzie (1), na Litwie (1), w Nigerii (1), w Polsce (9), na Ukrainie (2) oraz w Kenii (1).
LHMM jest niewielką społecznością religijną. W Stanach Zjednoczonych ruch zrzesza kilkaset osób, należących do kilkunastu zborów liczących od kilku do kilkudziesięciu członków. W czterech konwencjach LHMM organizowanych co roku w Stanach Zjednoczonych uczestniczy średnio 60 do maksymalnie 100 osób. W Wielkiej Brytanii społeczność epifaniczna liczy około 70 osób, w Indiach około 350. We Francji ruch liczy około 200 osób mieszkających w okolicach Barlina. W Niemczech niewielka społeczność (ok. 60 wiernych) organizuje konwencje w Velbert (z powodów personalnych w latach 2011–2013 czasopismo „Teraźniejsza Prawda” nie ukazywało się w języku niemieckim). Na Ukrainie ruch posiada kilka zborów w miejscowościach: Lwów, Orłówka, Tarnopol, Równe, Bereźne, Czerniowce i Dobryniwce. Na całym świecie społeczność tworzy nie więcej niż 3–4 tysiące osób. Największa część ruchu funkcjonuje w Polsce pod nazwą Świecki Ruch Misyjny „Epifania”. Przed podziałem Polską społeczność tworzyły 64 niezależne zbory, do których należało 1338 osób. Są to niewielkie wspólnoty liczące od kilku do ponad stu osób. Nazwy Świecki Ruch Misyjny „Epifania” ruch używa w Polsce, na Ukrainie (w językach ukraińskim i rosyjskim) oraz w Brazylii.

### Opiekunowie Wykonawczy LHMM
- 1920–1950 – Paul S.L. Johnson (1873–1950)
- 1950–1979 – Raymond G. Jolly (1886–1979)
- 1979–1985 – August Gohlke (1916–1985)
- 1986–2004 – Bernard W. Hedman (1924–2004)
- 2004–2014 – Ralph M. Herzig (1925–2016)
- od 2014 – Leon J. Snyder (ur. 1937)

## Historia ruchu w Polsce

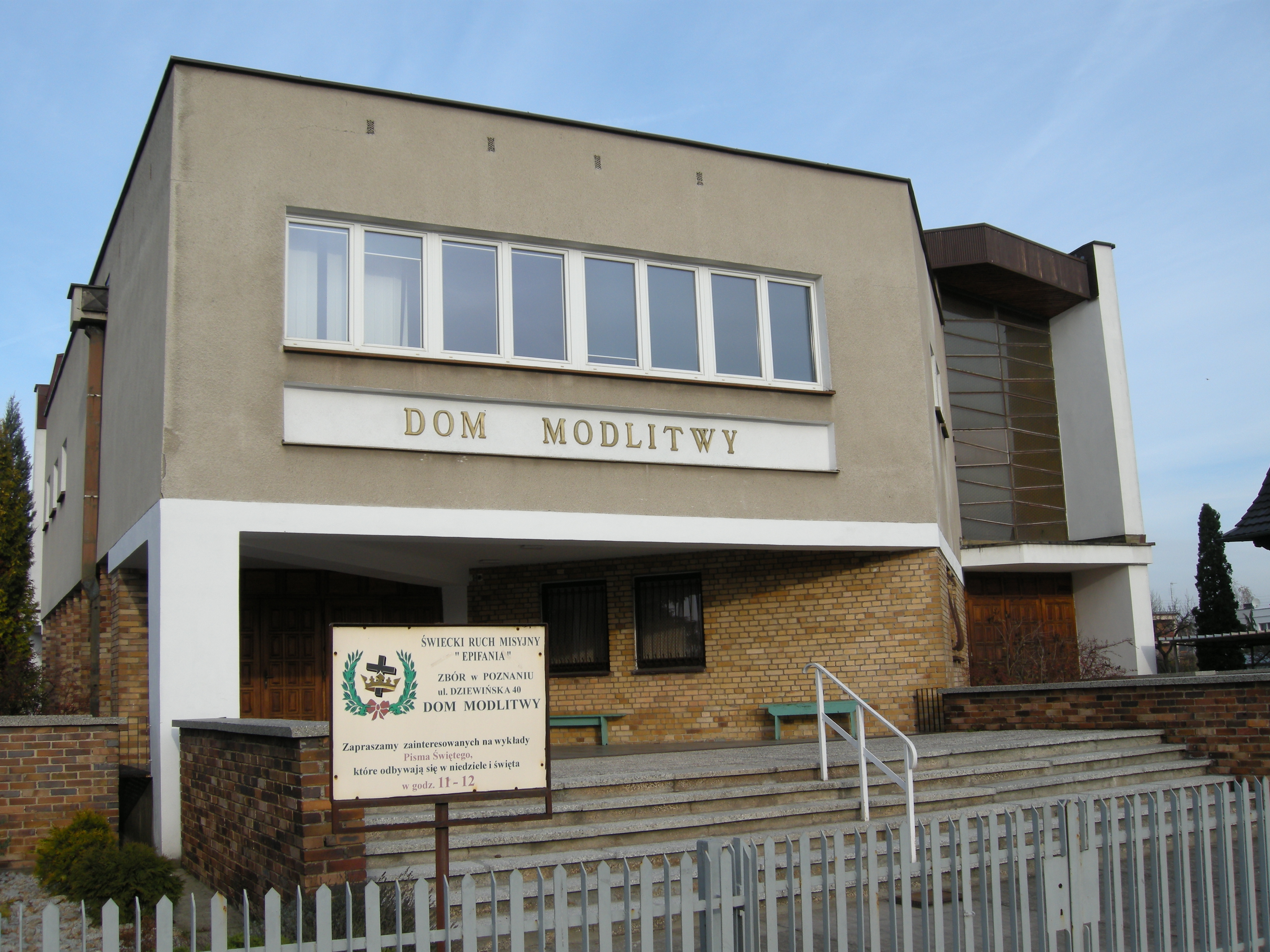
Dom modlitwy w Poznaniu ukończony w roku 1985

### Okres do II wojny światowej
Pierwszy numer czasopisma „Teraźniejsza Prawda” w języku polskim ukazał się w 1921 roku w Stanach Zjednoczonych. Jednak z powodu braku zainteresowania polską edycją przez dwa lata pismo nie ukazywało się w języku polskim. Drugi numer został wydany w styczniu 1923 roku i od tej pory pismo zaczęło się ukazywać regularnie jako dwumiesięcznik, z przerwą w okresie II wojny światowej.
W Polsce ruch wyłonił się z grupy badaczy zarejestrowanej w roku 1920 przez Czesława Kasprzykowskiego pod nazwą „Stowarzyszenie Badaczy Pisma Świętego – Grupa II”. W kwietniu 1925 Kasprzykowski został usunięty z grupy Badaczy Pisma Świętego związanej z Towarzystwem Strażnica. Około początku 1927 roku nawiązał on kontakt z P.S.L. Johnsonem i do roku 1935 przewodził tej grupie. Od kwietnia 1927 roku ze zborów badackich zaczęły się wyłaniać niezależne zbory epifaniczne. Jedne z pierwszych zborów epifanicznych poza Warszawą powstały w Łodzi i w Pabianicach. Nieco później na gruncie poznańskiego zboru Badaczy Pisma Świętego powstał zbór w Poznaniu. Do roku 1928 silny ośrodek ruchu utworzył się we Lwowie, a na początku lat 30. epifaniczne zbory powstały też w Lubelskiem i Małopolsce. Od lata 1928 do jesieni 1929 trwała intensywna działalność epifaniczna wśród zborów badackich w Polsce, mająca na celu pozyskanie ich członków dla ruchu epifanicznego. 
W 1929 roku grupa z Łodzi, której przewodził Franciszek Wiśniewski została zwolennikami poglądów Alexandre F.L. Freytaga założyciela Świeckiego Ruchu Przyjaciół Człowieka „Anioł Pański”.
W 1930 roku ruch epifaniczny opuścił pielgrzym Mikołaj M. Kostyn odwiedzający zbory w Stanach Zjednoczonych, dołączając do polskiej części Dawn Bible Students Association. W 1931 roku grupa zborów powiązanych z Czesławem Kasprzykowskim przyjęła nazwę Świecki Ruch Misyjny „Epifania”.
Po nieporozumieniach mających charakter finansowy i doktrynalny na początku 1935 roku Kasprzykowski wystąpił z „Epifanii”, pociągając za sobą cześć członków ruchu i założył oddzielną grupę nazwaną Stowarzyszeniem Badaczy Pisma Świętego, skutkiem czego Świecki Ruch Misyjny „Epifania” utracił legalizację w II Rzeczypospolitej. Rządowe ograniczenia spowodowane brakiem legalizacji dotknęły cztery największe zbory w Polsce. Brak prawnej podstawy do działania był powodem rozwiązania zboru poznańskiego w lipcu 1935 roku przez władze miasta (do wybuchu II wojny światowej nieoficjalne zebrania organizowano pod gołym niebem w „Dębinie” nad Wartą).
W kwietniu 1936 roku do ruchu epifanicznego należało 35 zborów. W latach 1936–1937 Kasprzykowski stał się zagorzałym przeciwnikiem Paula S.L. Johnsona. Po Czesławie Kasprzykowskim 1 kwietnia 1936 roku przedstawicielem ruchu w Polsce został Wiktor Stachowiak z Poznania (do 1990), po nim Piotr Woźnicki (1990–2015), a od roku 2015 Henryk Olekszy.
Pierwsze konwencje epifaniczne zaczęto organizować w Polsce w 1928 roku. Na 5 konwencjach zorganizowanych wówczas przez wysłanego ze Stanów Zjednoczonych W.K. Hołowackiego obecny był P.S.L. Johnson. Konwencji tych nie mógł zorganizować Czesław Kasprzykowski, gdyż w 1928 roku był sądzony w sprawie o rzekome „bluźnierstwo” i został skazany na 6 miesięcy więzienia (został zwolniony po złożeniu apelacji). Wkrótce W.K. Hołowacki porzucił ruch epifaniczny. W sumie Johnson 8-krotnie brał udział w epifanicznych konwencjach organizowanych w Polsce: w lipcu 1928, w lipcu 1930, w lipcu 1931, na przełomie lutego i marca 1932, w lipcu 1933, na przełomie lipca i sierpnia 1936, od połowy lipca do początku sierpnia 1937 i w lipcu 1946. Konwencje w 1932 roku zorganizowano zimą, gdyż P.S.L. Johnson obawiał się, że rychły wybuch Armagedonu, którego w 1932 roku spodziewali się epifaniści, mógłby mu uniemożliwić późniejszy przyjazd. W latach 1934 i 1935 Johnson był w Europie, lecz do Polski nie przybył, obawiając się oskarżenia o komunizm, aresztowania i postawienia przed sądem, o czym ktoś go zapewniał w listach. Przyjechał w roku 1936 w wyniku trwającego sporu z Kasprzykowskim i podziału dokonującego się w epifanicznych zborach.

### II wojna światowa
Po wybuchu II wojny światowej P.S.L. Johnson przestał wydawać czasopismo „Teraźniejsza Prawda” w języku polskim. Ostatni numer ukazał się we wrześniu 1939 roku. Po zajęciu Polski przez Niemcy, w lipcu 1940 roku przedstawiciel ruchu Wiktor Stachowiak rozesłał do zborów w Polsce lub przedstawiał osobiście fragmenty domniemanego listu P.S.L Johnsona. W liście tym Dyrektor Wykonawczy LHMM nakazywał członkom ruchu posłuszeństwo wobec władz niemieckich oraz popieranie ustanowionych przez nie zarządzeń. Początkowo niewielkie zebrania religijne urządzano sporadycznie, a Pamiątka w Polsce była obchodzona tylko w kilkunastu mieszkaniach. W 1942 roku niemieckie władze dopuściły organizowanie niewielkich domowych zebrań religijnych, a pielgrzymom ruchu udawało się okazjonalnie odwiedzać zbory.
Konformistyczna postawa członków ruchu przyczyniła się również do tego, że w trakcie II wojny światowej jako więzień sumienia zginął tylko jeden członek ruchu: Donner z Łodzi stracony na gilotynie w więzieniu w Berlinie za odmowę podjęcia służby wojskowej, i tylko nieliczni członkowie ruchu trafili do obozów koncentracyjnych. W okresie wojny zginęło trzech ewangelistów ŚRME. Sam Wiktor Stachowiak został aresztowany 16 marca 1942 w sprawie uznanej przez władze niemieckie za kryminalną, związaną z przemytem większej gotówki dla współwyznawców z Warszawy i Lwowa. Miesiąc po aresztowaniu Stachowiak został umieszczony w Forcie VII, a w kwietniu 1943 przewieziony do obozu koncentracyjnego Auschwitz-Birkenau i oznaczony czerwonym trójkątem. 1 listopada 1944 wysłano go do obozu w Oranienburgu, gdzie dotarł 18 listopada. 2 maja 1945 został wyzwolony przez wojska amerykańskie.

### Okres powojenny
Od stycznia 1946 roku wznowiono dystrybucję drukowanego w Stanach Zjednoczonych czasopisma „Teraźniejsza Prawda”. W 1947 roku repatrianci ze Lwowa utworzyli zbory we Wrocławiu i w Dzierżoniowie. 25 września 1949 roku zbór w Poznaniu spośród swoich członków wyłonił ośmioosobowy ogólnopolski zarząd ruchu z przewodniczącym Wiktorem Stachowiakiem i sekretarzem Piotrem Woźnickim. Tego samego dnia przyjęto również statut ruchu – zgodnie z rozporządzeniem Ministra Administracji Publicznej z 5 sierpnia 1949 roku (Dz.U. z 1949 r. nr 045, poz. 335), wymagającym od związków wyznaniowych zalegalizowania statutu w przeciągu 90 dni. Na mocy statutu niezależne dotąd zbory stały się oddziałami centrali utworzonej w Poznaniu. 2 listopada 1949 roku powstały w ten sposób zarząd złożył wniosek o prawną rejestrację Świeckiego Ruchu Misyjnego „Epifania”, jednak pozostał on bez odpowiedzi. 
W czasie swobód religijnych w okresie powojennym ostatnia konwencja ruchu odbyła się w połowie 1950 roku w Janowie. W roku 1950 w trakcie represji i licznych aresztowań członków wielu wspólnot religijnych, nie aresztowano nikogo z członków ŚRME. Na początku lat. 50 zwolniono też z wiezień, po krótkim uwięzieniu, kilku członków ruchu – mimo prawomocnych kilkuletnich wyroków za odmowę pełnienia służby wojskowej z bronią w ręku. Przez kilka kolejnych lat ŚRME nie uzyskiwał zgody na organizowanie swoich konwencji. Po tej przerwie, w trakcie odwilży politycznej, jaka wynikła po śmierci Stalina, pierwsza konwencja, w której uczestniczyło ponad 900 osób, odbyła się w dniach 20–22 kwietnia 1957 roku w Łodzi. Konwencje z udziałem Raymonda G. Jolly’ego, który 7-krotnie gościł w Polsce, odbyły się w latach: 1957, 1960, 1964, 1969, 1972, 1975 i 1978. August Gohlke odwiedził Polskę w roku 1961 jako pielgrzym i w 1980 jako dyrektor wykonawczy LHMM. Na konwencjach w Polsce jako główni mówcy gościli również pielgrzymi z krajów zachodnich: Ronald E. Armstrong, Marcel Caron, Alex Wayne (Wojnarowski), Carl W. Seebald, Czesław Obajtek, Roy Ekroth, Gould Jolly, Julius Z. Nielsen, Gilbert Hermetz, John Detzler, Roberts (ze Stanów Zjednoczonych), H. William Roberts (z Wielkiej Brytanii), Janusz Puzdrowski, Dan Herzig, John Davis czy John Scale.
W 1951 roku Świecki Ruch Misyjny „Epifania” liczył 1335 członków. 3 maja 1952 roku odebrano debit pocztowy na sprowadzanie do Polski czasopisma „Teraźniejsza Prawda” z zagranicy. Ostatni numer oficjalnie powielono w Polsce w listopadzie 1952, ale na kolejne nie wyraziła zgody cenzura. Kolejne numery do 174 sprowadzał i wydawał nieoficjalnie zbór w Lublinie. W 1957 roku zezwolono na wydawanie czasopisma w Polsce. W listopadzie 1957 roku ukazał się pierwszy numer oficjalnie wydany w Polsce (175).
We wrześniu 1954 roku powstał niewielki zbór szczeciński, który utworzyli członkowie ruchu osiedlający się w tym mieście. Rok później Świecki Ruch Misyjny „Epifania” pojawił się na Mazurach i skupiał około 70 osób, głównie pochodzenia ukraińskiego, które zamieszkały w powiecie morąskim w wyniku przesiedlenia przeprowadzonego na skutek akcji „Wisła”. Grupa ta spotkała się z niechęcią i nieufnością miejscowej ludności. W roku 1957 Świecki Ruch Misyjny „Epifania” pojawił się w Tarnowie. 
Świecki Ruch Misyjny „Epifania” został prawnie zarejestrowany 16 marca 1960 roku – jako związek religijny oparty na wspólnych przekonaniach religijnych stanowiących odrębny typ wyznaniowy i organizujący swych członków przy pomocy określonych w swoim statucie środków, prowadzących do osiągnięcia wspólnego celu religijnego. Na podstawie przyjętego statutu obrotu nieruchomościami użytkowanymi przez zbory ruchu może dokonywać przewodniczący wraz z drugim członkiem Zarządu Głównego występujący łącznie. Legalne funkcjonowanie grup powstałych w wyniku podziałów w ruchu Badaczy Pisma Świętego miało na celu osłabianie aktywnych i szybko rozwijających się w Polsce Świadków Jehowy, a także było obliczone na przejęcie części członków tego wyznania. Po wprowadzeniu stanu wojennego, w październiku 1982 roku podczas spotkania z min. Adamem Łopatką, kierownikiem Urzędu do Spraw Wyznań przewodniczący Zarządu Głównego Wiktor Stachowiak oraz sekretarz Zarządu Piotr Woźnicki z uznaniem odnieśli się do idei Patriotycznego Ruchu Odrodzenia Narodowego oraz pozytywnie ocenili działania rządu.
W 1983 roku ruch zaczął wydawać czasopismo „Sztandar Biblijny” w języku polskim. Dopiero w latach 2001–2013 na język polski przetłumaczono 10 spośród 17 wydanych tomów epifanicznych autorstwa Paula S.L. Johnsona – tłumaczem był ówczesny ewangelista ruchu Adam Urban.
Do rejestru kościołów i innych związków wyznaniowych prowadzonego przez MSWiA Świecki Ruch Misyjny „Epifania” został wpisany 19 stycznia 1990 roku w dziale A, pod pozycją 1. Osobą reprezentującą związek wyznaniowy jest Henryk Olekszy.

### Podział w ruchu (2014–2017)
W 2014 roku w ruchu nastąpił podział związany z nauką o usprawiedliwieniu oraz wokół sprawy potrzeby rejestracji ruchu i jego statutu. W wyniku podziału część członków ruchu na czele z Adamem Urbanem, Frankiem Janke i innymi odmówiła posłuszeństwa wobec przywództwa sprawowanego przez kierownictwo LHMM z Chester Springs. Grupa ta od 2015 roku urządza konwencje niezależne od władz Świeckiego Ruchu Misyjnego „Epifania” w Polsce. We wrześniu 2017 roku Adam Urban uznał pogłębiający się podział w ruchu za nieodwracalny. Pierwszy niezależny zbór nowej wspólnoty powstał w Chełmie. Współpracuje on ze zborami w Bielawie, Bydgoszczy, Rybniku, Rzeszowie, Wólce Niedźwiedzkiej, Wrocławiu (Zajezdnia Wróblewskiego) oraz społecznością „Krańcowa” z Poznania. Grupa ta współpracuje również z zagranicznymi niezależnymi zborami epifanicznymi głównie ze Stanów Zjednoczonych (Chicago, Kalifornia), które odrzuciły kierownictwo LHMM.
Pod koniec 2017 powstało 8 zborów całkowicie oderwanych od ŚRME oraz 5 częściowo przyjmujących pielgrzymów ŚRME, a częściowo mówców z opozycji. ŚRME opuściło lub zostali z niego usunięci: 8 pielgrzymów oraz 4 ewangelistów. Opozycyjny ruch organizuje około 5–6 zebrań publicznych w roku w których uczestniczy około 150–300 osób. Opozycja nie stanowi grupy zwartej organizacyjnie, nie ma też formalnego lidera. Tworzą ją współpracujące ze sobą, ale w pełni samodzielne i niezależne od siebie zbory. Grupa ta nie ma nazwy własnej, nie zabiega też o rejestrację prawną.

### Przedstawiciele Opiekuna Wykonawczego LHMM w Polsce
- 1927–1936 – Czesław Kasprzykowski (1886–1961)
- 1936–1990 – Wiktor Stachowiak (1897–1990)
- 1990–2015 – Piotr Woźnicki (1921–2019)
- od 2015 – Henryk Olekszy

## Cele ruchu
Statutowymi celami Świeckiego Ruchu Misyjnego „Epifania” są: nauczanie Pisma Świętego, zachęcanie do wzrostu w charakterze na podobieństwo charakteru Chrystusa, rozpowszechnianie wiedzy biblijnej i zachęcanie innych do jej rozpowszechniania oraz pobudzanie do większego zainteresowania indywidualnym i grupowym studiowaniem Biblii w zborach lub innych miejscach zebrań. Ruch nie jest stowarzyszony z żadną inną grupą ani denominacją, utrzymuje się z dobrowolnych datków.
Doktryna LHMM zakłada, że niewidzialna obecność Chrystusa rozpoczęła się w roku 1874 i składa się z czterech etapów: paruzji (1874–1914), epifanii (1914–1954), bazylei (1954–?) oraz widocznego dla całej ludzkości panowania Chrystusa. Paruzja w doktrynie LHMM była okresem prowadzenia żniwa, epifania okresem gniewu i apokalipsy, a bazylea okresem wprowadzenia Królestwa Bożego.

## Czasopisma
Świecki Ruch Misyjny „Epifania” w Polsce wydaje dwumiesięcznik „Sztandar Biblijny i Zwiastun Chrystusowego Królestwa” w nakładzie 1100 egz. oraz kwartalnik „Teraźniejsza Prawda i Zwiastun Chrystusowej Epifanii” w nakładzie 1200 egz. Czasopismo „Sztandar Biblijny” jest wydawane przez LHMM w 6 językach, a kwartalnik „Teraźniejsza Prawda” w 9.

## Statystyki

### Liczba członków ruchu w Polsce
W latach 1961–1992 liczebność członków ruchu przekraczała 2000 osób. Od roku 1988 następuje stały spadek liczby członków ruchu. W roku 2005 ruch zrzeszał 81 zborów.
Dane na podstawie rocznika statystycznego GUS
- liczba członków ruchu (liczby nad słupkami na wykresie),
- liczba usługujących w zborach (ciemniejszym odcieniem, liczby na słupkach wykresu).

Wartości opisów na wykresie podano w jednościach: